# Peromyscus fraterculus
Peromyscus fraterculus — вид гризунів, що походить із Південної Каліфорнії та півострова Нижня Каліфорнія, а також кількох островів у Каліфорнійській затоці. P. fraterculus раніше вважався підвидом кактусової миші (Peromyscus eremicus) до дослідження 2000 року, яке виявило генетичні відмінності та припустило, що P. fraterculus є більш близьким до пустельної миші Єви (P. eva), ніж до P. eremicus.